# Calima (vent)
Pour les articles homonymes, voir Calima.

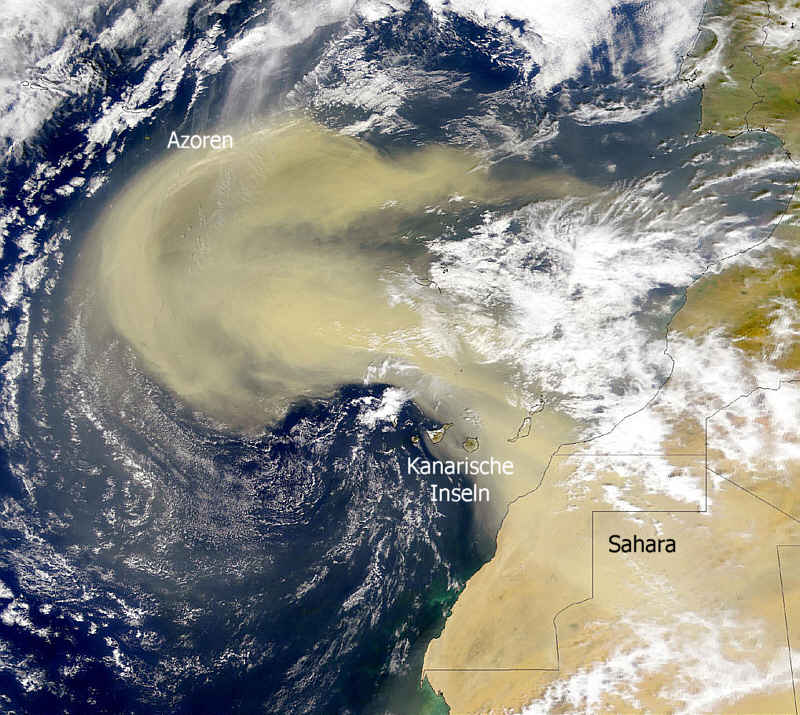
Sable et poussières quittant la côte africaine tel que vus par le satellite météorologique.

La calima désigne aux îles Canaries un vent d'Est chaud et violent chargé de sable et de poussière provenant du Sahara. Ce vent, particulièrement fréquent en hiver, peut provoquer des problèmes respiratoires chez les personnes les plus sensibles à la poussière. 
Les poussières de sable donnent alors au ciel une teinte jaune orangé, la visibilité est réduite sur les voies de circulation et dans l'atmosphère. A tel point que, lors des plus forts épisodes, le trafic aérien peut s'interrompre momentanément.

## Formation
La région près de la surface dans le Sahara subit un fort réchauffement par transfert thermique de la couche sous-jacente. Cet extrême réchauffement diurne crée une instabilité dans la couche la plus basse de l'atmosphère, réchauffant et asséchant l'air près de la surface et refroidissant tout en humidifiant l'air près du sommet de la couche par mélange convectif.
Des perturbations atmosphériques, comme des complexes orageux, peuvent alors se former au-dessus de l’Afrique du Nord dès que l'air passe dans une région plus humide au sol ou en altitude. Ces derniers produisent régulièrement de vastes tempêtes de poussière et de sable, dont quelques-unes vont jusqu'à 6 000 m d’altitude. Les poussières soulevées peuvent ensuite se déplacer dans la circulation atmosphérique d'est, tout en étant capturées au-dessus d'une inversion marine en passant sur l'océan, et atteindre les îles Canaries.
Parfois, une petite dépression météorologique se forme au sud-ouest des îles, augmente la vitesse du vent et l'intensité d'un événement de calima. De telles tempêtes peuvent même couvrir d'un nuage dense de sable saharien des centaines de milliers de kilomètres carrés de l'Atlantique équatorial, atteignant souvent les Caraïbes.

## Effets
L'air humide dans la couche d'inversion est souvent associée à du brouillard ou de la bruine recouvrant les Canaries. Les particules de poussière qui se déposent causent aussi des problèmes respiratoires. Les conditions et la qualité de l'air peuvent devenir très mauvaises  et forcer la suspension de certains services publics dont le transport. Par exemple, le 8 janvier 2002, l'aéroport international de Santa Cruz a dû être fermé parce que la visibilité est tombée à moins de 50 mètres.
|                                            |  |
| Monte Lentiscal avant et durant la Calima. |  |